# Eugène Pons
Eugène Pons (Saint-Étienne, 15 de maio de 1886 - campo de concentração de Neuengamme, 24 de fevereiro de 1945) , foi uma personalidade católica de Lyon, um impressor e um combatente da resistência francesa especializado na produção de jornais clandestinos. De 1940 a 1944, na sua gráfica da rue de la Vieille-Monnaie, foi responsável pela impressão de jornais da Resistência, nomeadamente Témoignage Chrétien, Combat, La Marseillaise e Franc-tireur. Ele também cuidou da tiragem de 25 mil exemplares do Faux Nouvelliste em 31 de dezembro de 1943. Defendendo um dos funcionários de sua gráfica, foi preso em maio de 1944 e depois deportado para Neuengamme, onde morreu de exaustão em 1945.

## Biografia

### Início da vida
Eugène Pons é filho de Claudine Jay, professora de Saint-Héand, e de Victor Pons (1847-1928), um jornalista. Sua mãe morreu quando ele era muito jovem. Desenvolveu desde muito jovem uma forte espiritualidade, o que o levou a aderir na adolescência ao Sillon, um movimento católico fundado por Marc Sangnier.
Casou-se com Rose-Adrienne Lavarière em Caluire-et-Cuire, em 28 de janeiro de 1913, enquanto morava no distrito de Bissardon. Sua esposa era bordadeira e morava na rue Diderot, em Lyon. Seu primeiro filho, Marcel Pons, nasceu em 13 de janeiro de 1913.
Em 1914, Eugène Pons foi convocado para lutar na Primeira Guerra Mundial e ingressou na 371o regimento de infantaria. Foi enviado à Grécia para participar na Frente da Macedônia, durante a qual contraiu malária.
Eugène Pons retornou a Lyon em 1918. Ele rapidamente encontrou trabalho e tornou-se contador em uma fábrica de guarda-chuvas. Exerceu depois dessa experiência a mesma atividade para uma empresa de frutas e legumes.

### Entre-guerra

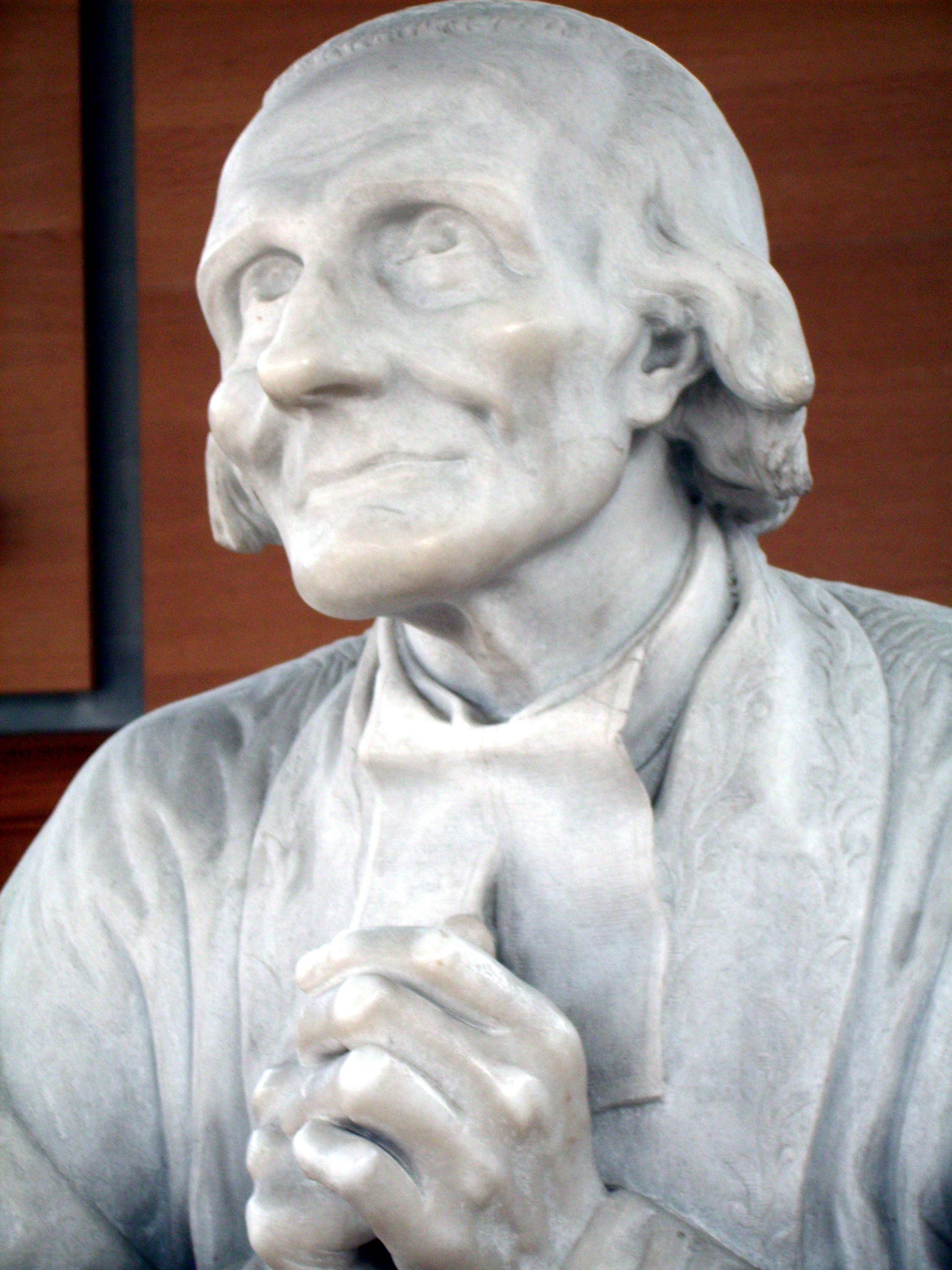
O Cura d'Ars rezando de Émilien Cabuchet.

Assim que regressou da guerra, Eugène Pons retomou as sua dedicação espiritual com o grupo de Sillon em Lyon, formado antes da guerra. Descobriu nisso uma profunda orientação para o catolicismo social . Na verdade, Le Sillon, fundado em 1894 por Marc Sangnier, pretendia não só oferecer uma resposta à encíclica Rerum novarum do Papa Leão XIII que defendia uma maior abertura da Igreja ao mundo, mas também e de forma mais prosaica aproximar o catolicismo dos trabalhadores, oferecendo-lhes uma alternativa política e espiritual ao comunismo.

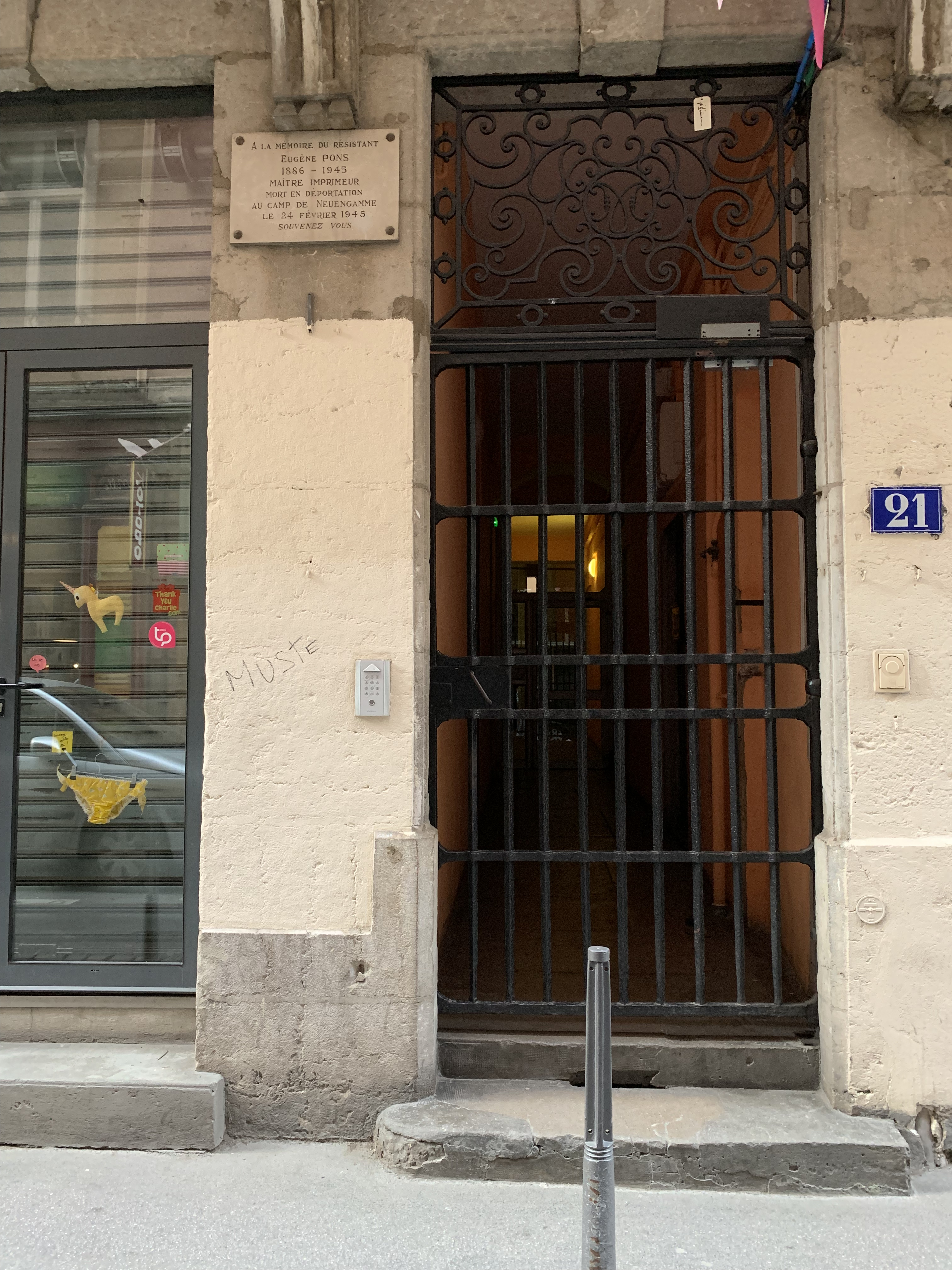
Número 21 na rue de la Vieille-Monnaie, onde ficava a Imprimerie de la Source

Também se envolveu na política e ingressou na Liga da Jovem República, partido político criado por Marc Sangnier. Nessa atuação, opôs-se partido radical-socialista de Édouard Herriot, uma agremiação anticlerical e hegemônica. Eugène Pons organizou rapidamente as reuniões de Lyon em sua casa na rue Denfert-Rochereau, das quais Joseph Folliet e Sylvie Mingeolet participaram. Os vários encontros do grupo de Lyon permitiram-lhes conhecer personalidades convidadas como Paul Claudel.
Sua vida cotidiana e a da sua família estruturaram-se em torno da fé e da pregação católica. Participou nas atividades paroquiais da igreja Notre-Dame-Saint-Alban e posteriormente nas da igreja Saint-Eucher em Lyon . A peregrinação também estava muito presente em sua existência : fazia uma peregrinação anual à basílica de Ars para homenagear o Cura d'Ars. Também peregrinava diariamente à colina de La Croix-Rousse e à de Fourvière.
Em Saint-Alban, Eugène Pons auxiliou o Padre Laurent Remillieux, o fundador da paróquia. Entre outras coisas, ajudou-o a organizar atividades educativas no âmbito da Juventude Operária Cristã.
Eugène Pons também foi um esportista talentoso. Membro da sociedade desportiva Le Patriote, vinculada à paróquia da igreja de Saint-Denis-de-la-Croix-Rousse, destacou-se no tiro com espingarda. Ele também participou diversas vezes de competições de natação em Lyon, cruzando o Ródano.
Eugène Pons aproveitou uma oportunidade profissional que lhe chegou através do seu amigo Georges Neveu e tornou-se impressor na Imprimerie de la Source, cujo dono era Victor Carlhian. Foi responsável pela impressão de diversas revistas e brochuras com vocações filosóficas e ecumênicas. Em 1940, Eugène Pons liderava uma equipe de cerca de vinte pessoas.

### Segunda Guerra Mundial

#### Resistência

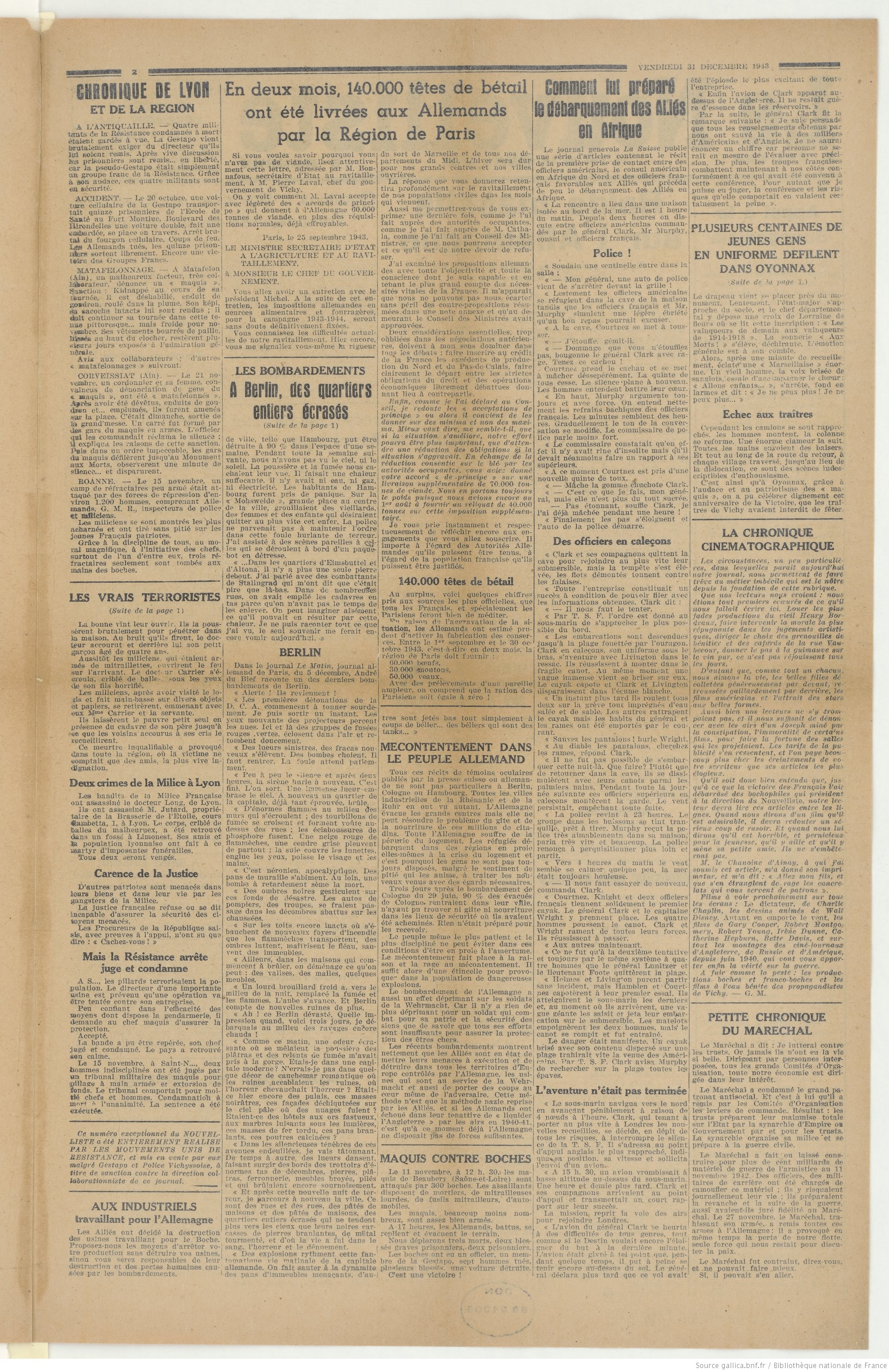
Página 2 do Faux Nouvelliste

A partir de 1940, Eugène Pons colocou-se a questão de ingressar em Londres, mas, tendo em conta as suas responsabilidades familiares, optou por ingressar na Resistência. As suas primeiras ações de resistência consistiram na impressão de folhetos, cujo texto ele próprio escreveu, que apelavam aos valores cristãos. Aceitou imediatamente o pedido do combatente da resistência comunista André Liebherr para imprimir panfletos comunistas, sendo o inimigo, do seu ponto de vista, o nazismo acima de tudo.
Em maio de 1941, Eugène Pons imprimiu um folheto a pedido de Jean Stetten-Bernard, expondo o fato de que o povo francês não queria colaborar. Ele completou o trabalho em uma noite.
No início de 1942, Henri Chevalier quis parar de imprimir Franc-tireur em sua gráfica, provavelmente por razões ideológicas. Eugène Pons retomou imediatamente a impressão desse jornal. Também trabalhou regularmente a pedido de André Bollier para a impressão do jornal Combat. Ele também imprimiu regularmente o jornal La Marseillaise.
Posteriormente, encarregou-se da impressão do jornal Témoignage Chrétien. Os dois primeiros exemplares foram impressos em Villeurbanne por Joseph Martinet, e Eugène Pons cuidou de todas as edições seguintes, a partir do número 3, de março de 1942, a pedido conjunto do Padre Chaillet e de Louis Cruvillier. Louis Besacier, responsável pela costura dos jornais, assumiu a impressão do jornal quando Eugène Pons foi preso em maio de 1944.
Até sua prisão em 1944, a atividade diurna da gráfica era bastante normal: Eugène Pons e seus funcionários imprimiam vários materiais legalmente. À noite, aos sábados e domingos, a gráfica se dedicava à impressão de jornais clandestinos. Às vezes era auxiliado por alguns de seus empregados, em particular o capataz Verrier, os operários Charles Planchet e seu genro Pierre Barnier, que então também trabalhava na gráfica.
Em 31 de dezembro de 1943, ele imprimiu em uma noite, com a ajuda de seu genro Pierre Barnier, 25 mil exemplares do Faux Nouvelliste, uma paródia do jornal colaboracionista Le Nouvelliste.
Ele também imprimiu documentos falsos para a Resistência pelo menos desde o início de 1942. Isto foi confirmado pelo testemunho do combatente da resistência Adrien Némoz, que escreveu:
Eugène Pons que desde 1940 imprimia tudo o que lhe pedíamos. Lembro do France-Tireur, do Nouvelliste clandestino, das carteiras de identidade falsas, de autorizações de saída e circulação de pessoas e mercadorias e, no ínicio de 1942, os fascículos do Témoignage Chrétien.
Ele também especificou as motivações humanistas e espirituais de Eugène Pons para se engajar na resistência: 
No início do século, seu encontro com Le Sillon de Marc Sangnier […] o convenceu de que a fé cristã devia inspirar as ações humanas. A resistência de Eugène Pons teve razões tanto patrióticas quanto espirituais […] e era absolutamente necessário impedir os nazistas vencedores de impor ao mundo sua mística anticristã.

#### Prisão e deportação
A Gestapo inspecionou a gráfica em 21 de maio ou 22 de maio de 1944 por volta do meio-dia. Nenhum material impresso clandestino foi encontrado, embora pareça que cópias de Témoignage Chrétien estivessem nas instalações. Um trabalhador, Charles Lang, de origem alsaciana, encarregou-se da interpretação. Concluída a inspeção, a Gestapo decidiu levar Charles Lang por suspeitar de ser alemão. Eugène Pons se opôs e exigiu que seu funcionário permanecesse na gráfica, pois nada comprometedor foi encontrado. Ao fim, os dois homens — Charles Lang e Eugène Pons — foram levados pela Gestapo.
Eugène Pons foi primeiro levado para a prisão de Montluc e depois enviado para o campo de Royallieu. Em 15 de julho de 1944,, foi deportado de trem para o campo de concentração de Neuengamme. Charles Lang também foi deportado para Neuengamme, onde morreu em 30 de dezembro de 1944.
Adrien Némoz estava presente na gráfica no dia da prisão de Eugène Pons : os dois dias anteriores haviam sido tomados pela impressão de um fascículo de Témoignage Chrétien intitulado “ Exigências de liberação ". Ele deixou o local quinze minutos antes da chegada da Gestapo.
Do lado da Resistência, uma operação de apoio foi rapidamente organizada. Henri Frenay a relatou assim : sob a direção de André Bollier, as folhas já impressas, certas partes das máquinas bem como folhas de papel em branco foram recuperadas na rue de la Vieille-Monnaie e transferidas para a rue Viala, onde se localizava outra gráfica clandestina.

#### Neuengamme
Eugène Pons chegou a Neuengamme depois de quatro dias de trem. Nesse campo, de condições desumanas e com privação de alimentos e violência física dos guardas, os presos eram obrigados a trabalhar doze horas por dia : Eugène Pons foi primeiro designado para transportar pedras no canal, depois para a oficina de tranças onde os cabelos eram transformados em cordas.
O padre dominicano Claude Humbert encontrou Eugène Pons em Neuengamme : eles conversaram algumas vezes através de uma grade. Eles rezaram em todas as oportunidades pelos combatentes de Lyon e da França, recitando o rosário de Simão, o Zelote.
Eugène Pons, matrícula 36921, morreu de exaustão em 24 de fevereiro de 1945. A última pessoa que o viu vivo foi Maître Périssé, advogado em Toulouse, ele próprio prisioneiro em Neuengamme.

## Família

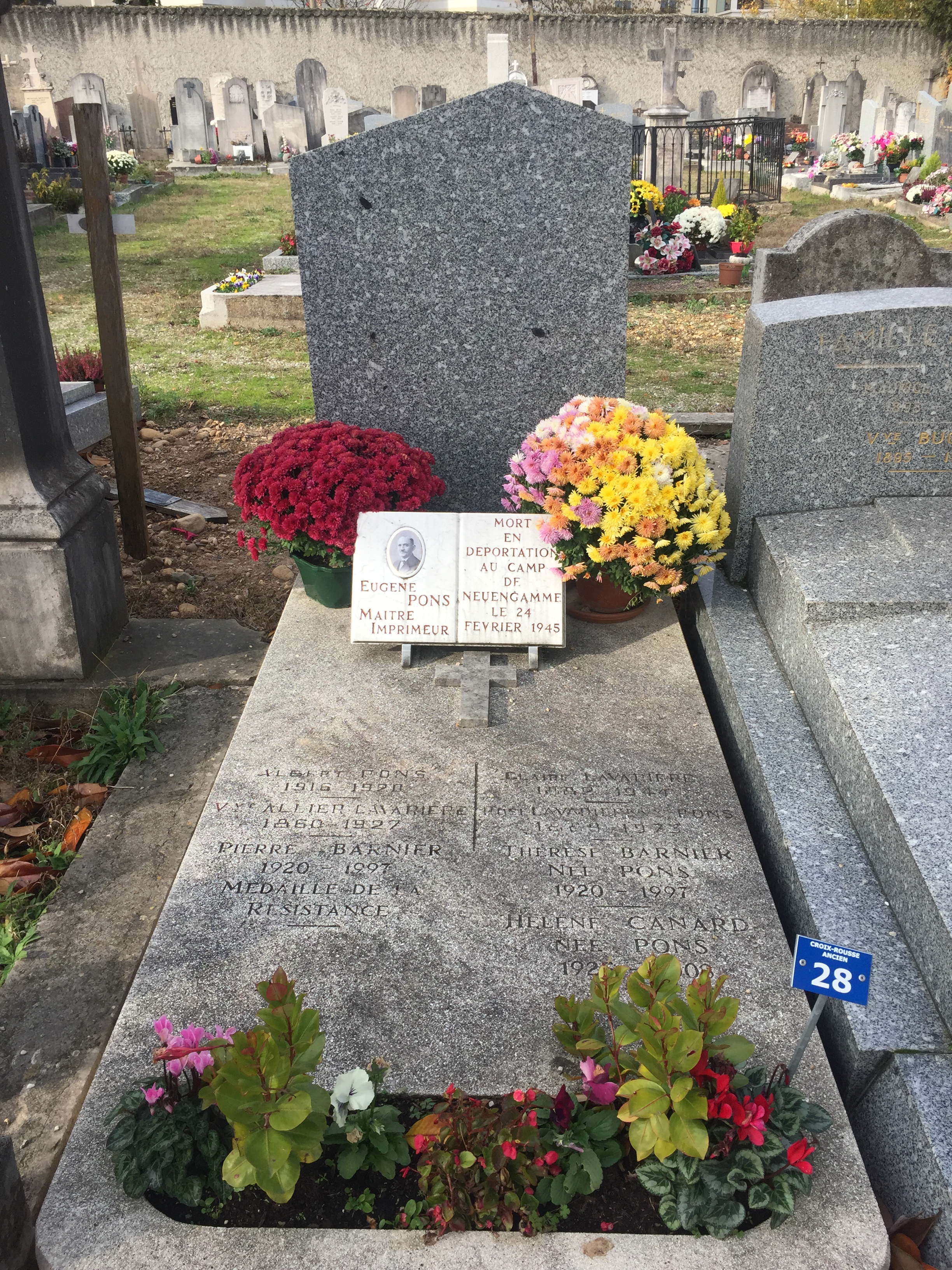
Abóbada da família Pons no antigo cemitério de Croix-Rousse. A placa branca instalada no túmulo homenageia Eugène Pons

Eugène Pons e Rose-Adrienne Lavarière (1888-1973) tiveram sete filhos, dois dos quais morreram ainda criança.

## Homenagens e distinções

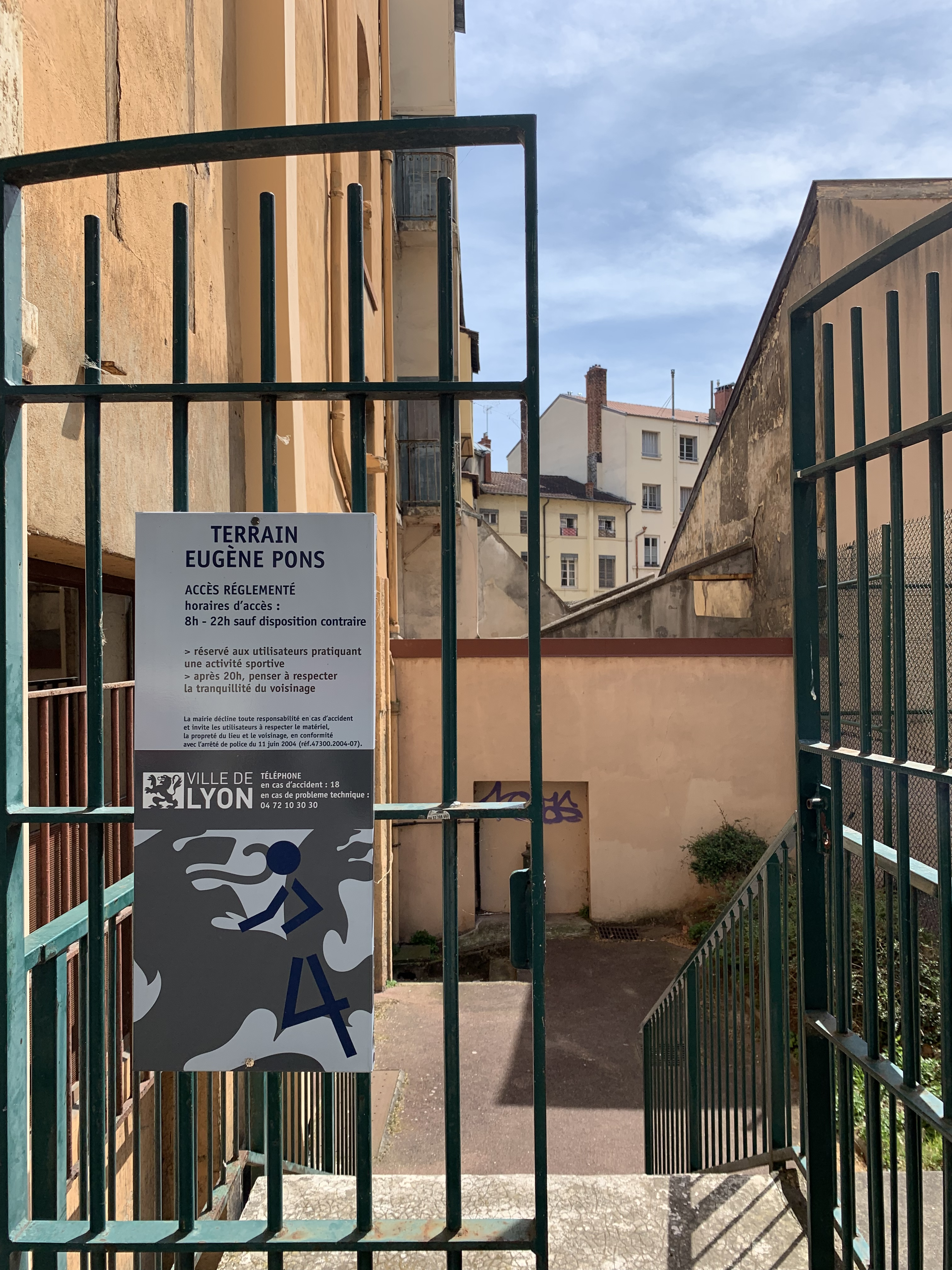
Entrada do campo Eugène-Pons em Lyon

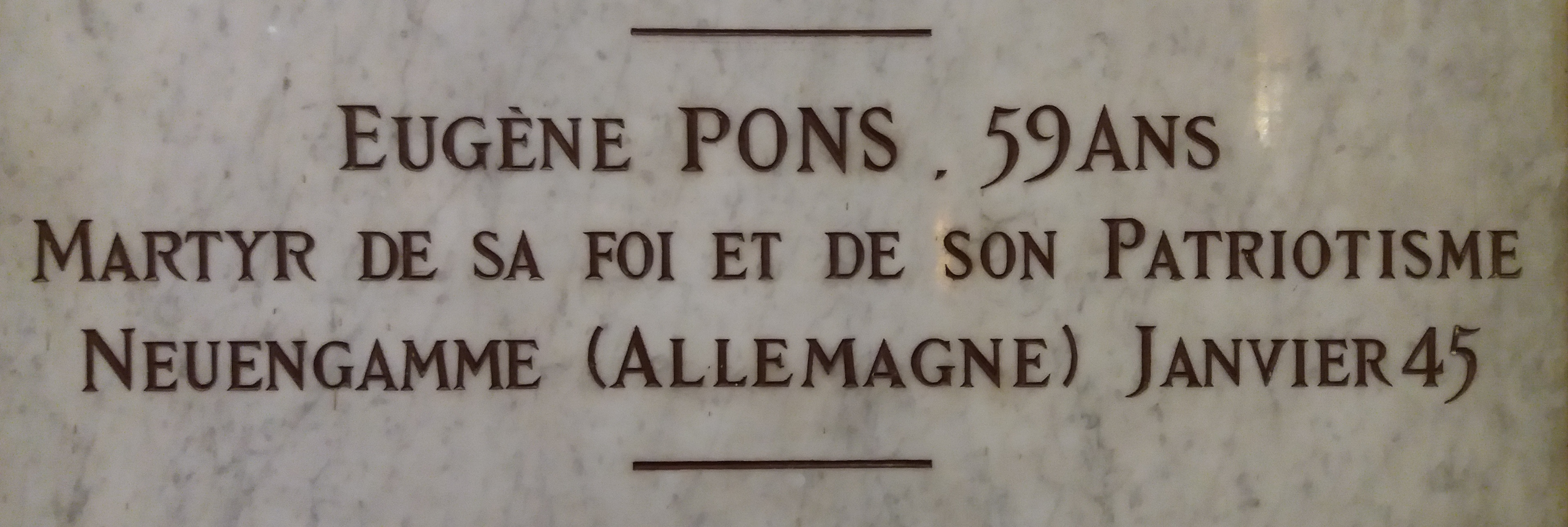
Placa comemorativa na igreja Saint-Eucher em Lyon

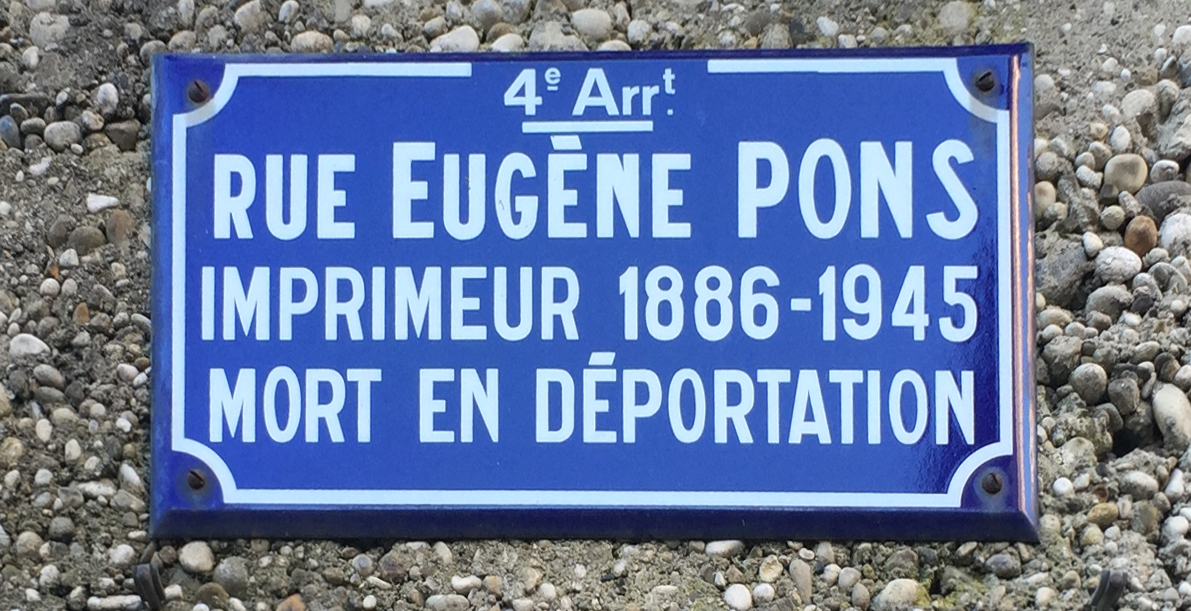
Placa para rue Eugène-Pons, em Lyon

Eugène Pons recebeu, postumamente em 1945, a medalha da Resistência, a Legião de Honra e a Croix de Guerre (com palmas).
Uma placa está afixada no local onde sua gráfica estava localizada — a Imprimerie de la Source — na rue Vieille-Monnaie, número 21 (agora rue René-Leynaud).
Há uma rue Eugène-Pons em Lyon . Essa rua longa e íngreme liga o Cours d'Herbouville (que corre ao longo do Ródano na sua margem direita) à Rue Artaud e permite o acesso pedonal ao planalto Croix-Rousse a partir da ponte Winston-Churchill. Anteriormente era chamada de rue de Dijon e antes de rue Lafayette, durante o Segundo Império. Foi renomeada após deliberação do conselho municipal de Lyon em 26 de novembro de 1945. Nessa mesma reunião do conselho municipal decidiu-se colocar a placa de homenagem no número 21 da rue Vieille-Monnaie onde se localizava a Imprimerie de la Source mas também a casa da família Pons.
O nome de Pons também está inscrito em uma placa coletiva localizada no interior da igreja Saint-Eucher em Lyon. De frente para o portão da igreja, rue des Actionnaires, existe ainda um campo Eugène-Pons dedicado ao basquete.

### Depoimentos
A esposa de Eugène Pons, Rose-Adrienne Lavarière, supostamente contou aos filhos no dia seguinte à prisão do pai  :
A França não pode ser libertada sem que haja mártires. Se Deus escolheu seu pai para ser um dele, é terrível, mas devemos ter orgulho.
O clérigo Pierre Chaillet considerou depois da guerra que Eugène Pons era "a figura mais nobre; aquele que incentiva o respeito e a amizade ; um dos heróis mais valentes e discretos da resistência".
O combatente da resistência Eugène Claudius-Petit testemunhou sua estima por Pons no Témoignage Chrétien de 27 de fevereiro de 1970 em um artigo intitulado “ Um homem calmo... ", que ele concluiu assim.
Resta-nos sua amizade e, quando se misturam os odores de tinta, papel e máquinas quentes, com os barulhos ensurdecedores e cadenciados das placas pesadas, você está aqui velho Pons para nos dizer o que é ser homem.

### Arquivos
- Arquivos Nacionais Franceses, 72AJ/47/1 Combat, arquivo 5, testemunho de Cruvillier.
- CHRD (Lyon), Ar. 655 fundos Pons, Ar. 1614 fundos Cruvillier, Ar. 1723 fundos Besacier.

### Videografia
- Artisan de paix : Eugène Pons (1886-1945) de Silvère  Lang, Audiovisuel musique évangélisation, 2009, DVD, 52 minutos  (EAN 3700226531421).